# Unidata
Unidata war in den 1970er Jahren ein Gemeinschaftsunternehmen zur Bündelung der IT-Aktivitäten der Unternehmen CII, Philips und Siemens. Ziel war die Stärkung der europäischen IT-Industrie und sie gegenüber IBM konkurrenzfähig zu machen, ähnlich wie durch Airbus in der Luftfahrt.

## Geschichte
1966 wurde die CII als Teil des Plan Calcul, einer Initiative zur Stärkung der französischen IT-Industrie der Regierung Charles de Gaulle, als Gemeinschaftsunternehmen von CGE und Thomson Brandt gegründet. Dies geschah auch um Exportbeschränkungen der USA für Hochleistungsrechner für das französische Nuklearprogramm zu überwinden. Durch den Rückzug der RCA aus dem Großrechnermarkt 1971 verlor Siemens den Lieferanten für die eigene 4004-Reihe. Unter außergewöhnlichem Aufwand wurde binnen eines Jahres eine eigene Produktion aufgebaut. Im August 1971 nahm Siemens Gespräche mit CII über eine Partnerschaft auf. Am 30. Januar 1972 wurde ein erster Vorvertrag zur Kooperation im zivilen Bereich geschlossen. Ab April 1972 begannen Gespräche mit der niederländischen Philips um eine gemeinsame Gesellschaft zu gründen, die im September zu einer Übereinkunft führten. ICL sollte als weiterer Partner gewonnen werden, dies gelang jedoch nicht.
Die Verträge zwischen Siemens und CII wurden am 19. Januar 1973 unterzeichnet. Am 4. Juli 1973 erfolgte dann die vertragliche Einbeziehung von Philips in Amsterdam.
Im Laufe des Jahres 1973 werden die verschiedenen Gesellschaften in Deutschland und Frankreich konsolidiert. Dabei übernimmt CII alle IT-Aktivitäten der Siemens Landesgesellschaft Frankreich, wohingegen die CII GmbH in der Siemens AG aufgeht. Im September übernimmt CII den Vertrieb der Siemens 4004 Linie in Frankreich. Am 15. Januar 1974 stellt Philips als erstes neues Produkt die 7.720 (X0) vor. Am 16. September dann Siemens die 7.730 (X1) und 7.750 (X3) sowie CII die 7.740 (X2).
Die Kooperation beseitigte jedoch nicht die grundsätzlichen Schwächen der CII. Während die deutsche Politik noch dem Traum eines europäischen IT-Konzerns folgte, veranlasste die neue französische Regierung unter Giscard d’Estaing zum 20. Mai 1975 die Fusion von CII und Honeywell-Bull. Das neue französisch-amerikanische Unternehmen konzentriert sich dabei auf die Bull Serie 60 Familie und scheidet aus dem Unidatakonsortium aus. Philips entscheidet sich den Großrechnerbereich aufzugeben und verlässt am 3. September 1975 offiziell die Unidata Gemeinschaft. Ab September 1975 firmiert das verbleibende Geschäft von Siemens unter Siemens Data. Die Gesellschaft wird am 19. Dezember 1975 aufgelöst und der teuer erworbene Name Unidata nicht weiter verwendet.

## Aufgabenteilung
Die Zusammenarbeit sollte dabei die Stärken der Partner vereinen:
- Philips seine Entwicklungs- und Fertigungserfahrung in der Halbleitertechnik
- Siemens die Produktion von Peripheriegeräten, insbesondere Magnetspeichern (Bänder, Platten) sowie die ersten Laserdrucker
- CII sollte die Architektur stellen, die Softwareentwicklung und die Gesamtprojektleitung beisteuern.

Kernpunkt der technischen Zusammenarbeit war dabei eine neuentwickelte Mikroarchitektur, die es erlaubte aus der gleichen Grundhardware, mit minimalen Anpassungen sowie einem angepassten Mikroprogramm Zentraleinheiten für alle drei Hersteller zu erstellen: Philips P1000, CII Iris 80 sowie S/370 kompatibel für Siemens.
Im Einzelnen wird dabei die Entwicklung der kleinen Systeme (Arbeitsplatzsysteme/MDT, Einstiegssysteme der /370 Klasse) Philips zugeordnet, Siemens übernimmt die mittleren Modelle, CII soll sich auf das obere Ende der /370 kompatiblen Rechner sowie Supercomputer konzentrieren. Als gemeinsame Entwicklungslinie wurde eine X genannte Serie von Zentraleinheiten geplant. Dabei übernimmt Philips die Entwicklung der Einsteigermodelle X0, Siemens die Serien X1 und X3 und XII die X2 sowie die Spitzenmodelle X4 und X5. Alle Geräte sind für den Betrieb unter BS2000 vorgesehen, X4 und X5 zusätzlich unter dem CII Betriebssystem Siris 8, X0 für Philips Systeme. Am 15. Januar 1974 stellt Philips als erstes neues Produkt die 7.720 (X0) vor. Am 16. September dann Siemens die 7.730 (X1) und 7.750 (X3) sowie CII die 7.740 (X2).
Bei der Vermarktung der 7.720 wird hervorgehoben, dass sie unter BS1000 läuft. Allerdings ist sie zusätzlich sowohl unter angepassten Versionen von SIRIS 2 bzw. 3 als auch unter P1000, lauffähig, wenn sie auf den jeweiligen Befehlssatz eingestellt wird.

## Folgen
Der Wegfall des Modells X0 nach Ende der Allianz konnte Siemens leicht verkraften, da praktisch keine Verkäufe erfolgten und die 7.730 ersatzweise verwendbar war. Am oberen Ende sicherte CII zwar offiziell noch die Einhaltung der Verträge zu, tatsächlich wurde diese Vereinbarung jedoch von Siemens mit der Auflösung von Unidata bereits gekündigt. Die X3-Linie wurde daher schnellstmöglich in der Leistung angehoben und im Dezember das Modell 7.755 vorgestellt. Um den abzusehenden Ausfall der CII/Bull-Lieferungen für die 7.740 auszugleichen, wird eine in der Leistung verringerte Version der 7.750 als 7.748 vorgestellt. Im Herbst 1976 wurde dann eine ebenfalls X4 genannte eigene Implementation als 7.760 angekündigt. Die ursprünglich mit der X5 geplante Leistungsklasse konnte erst 1978 mit der P1/P3-Reihe erreicht werden, die in Zusammenarbeit mit Fujitsu entwickelt wurde.
Auf Seiten von CII/Bull folgte eine jahrzehntelange Geschichte wiederholter Fusionen und vieler staatlicher Eingriffe.